# Parete valsesiana del Monte Rosa

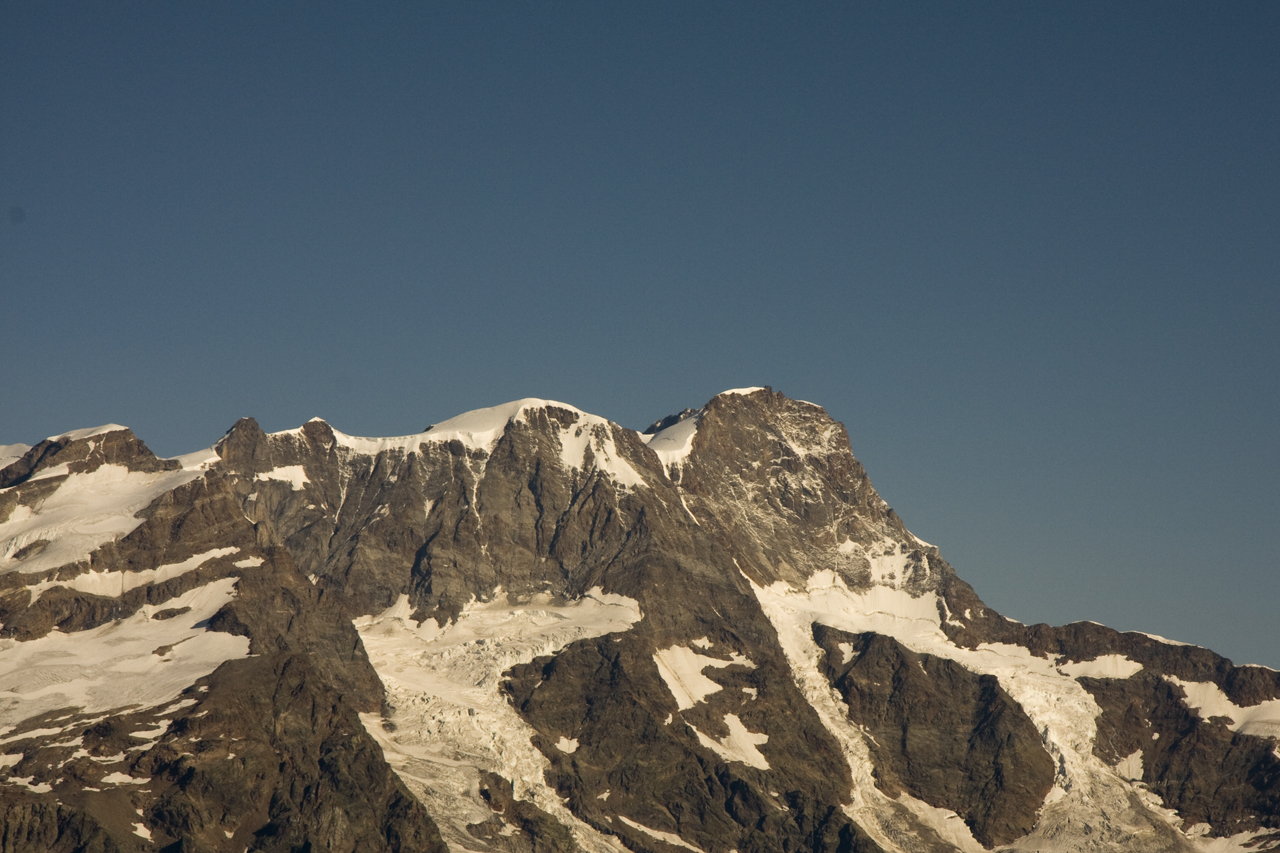
La parete sud-est del Monte Rosa, detta parete valsesiana. Da sinistra verso destra: Piramide Vincent, Corno Nero, Ludwigshöhe, Punta Parrot e Punta Gnifetti

La parete valsesiana del Monte Rosa è in un insieme di pareti più o meno omogenee, generalmente esposte a sud-est e dall'aspetto abbastanza articolato, che costituiscono, assieme alla parete est del Monte Rosa il versante piemontese del gruppo, contrapposto a quello sud-occidentale valdostano e a quello nord svizzero. Possiede un'immagine di grande imponenza soprattutto se ammirata dalla testata della Valsesia, nei pressi del rifugio Pastore a quota 1.575 m. s.l.m..

## Descrizione

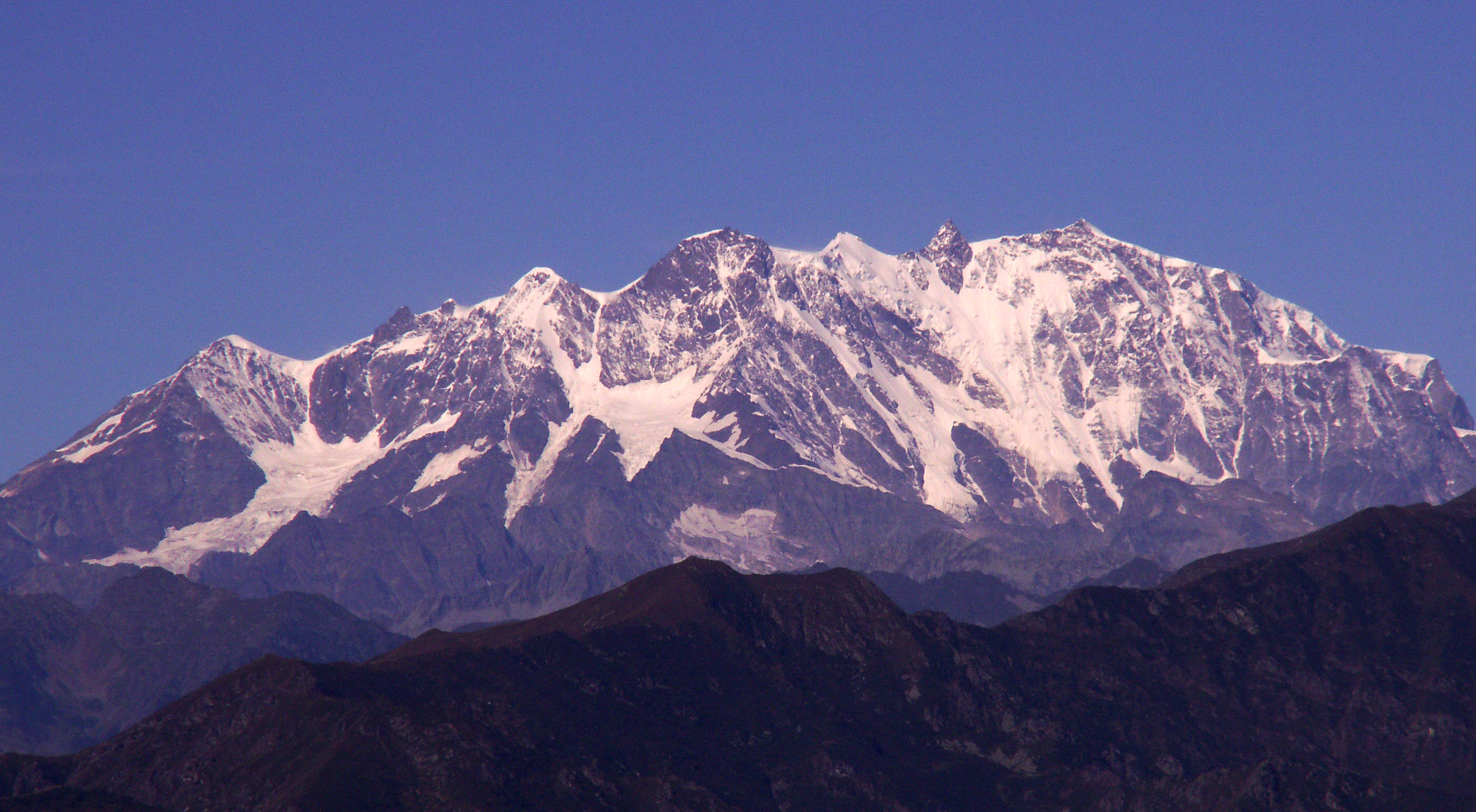
La parete sud-est, valsesiana, a sinistra, e la parete est, di Macugnaga, a destra, separate al centro dalla cresta Signal.

Se si prende come punto più basso la fine del crestone che scende dalla punta Parrot, a 2786 metri, il suo sviluppo in altezza misura 1.773 metri, quello in larghezza supera i 4 chilometri e mezzo e comprende un vasto semicerchio di cime di cui le più importanti sono:
- la Punta Giordani - 4.046 m
- la Piramide Vincent - 4.215 m
- il Pilastro Vincent - 4.050 m
- il Corno Nero - 4.322 m
- il Corno di Ludovico - 4.342 m
- la Punta Parrot - 4.436 m
- la Punta Gnifetti - 4.559 m, la cima più alta del versante valsesiano e la quarta in ordine d'altezza tra quelle del gruppo del Monte Rosa.

## Storia alpinistica

### Prime vie

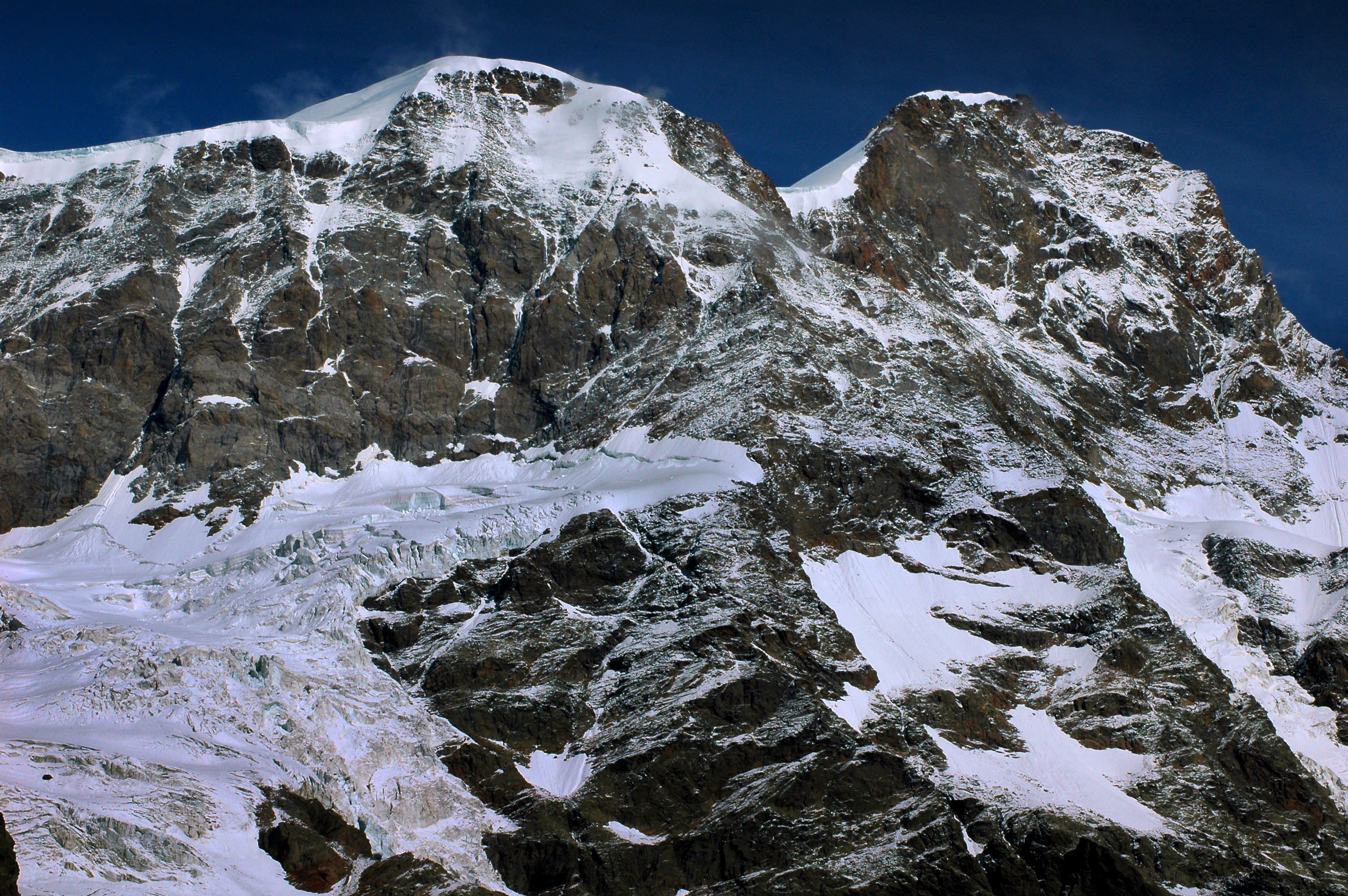
Particolare della Punta Parrot 4.436 m a sinistra, e della Punta Gnifetti 4.559 m a destra

La prima via sulla parete avvenne ad opera di Adolphus Warburton Moore (lo stesso che aprì nel 1865 la via dello sperone Moore alla Brenva sul Monte Bianco), con H.B.George, C.Almer e M.Zumtaugwald l'11 luglio 1862, lungo la cresta est della Punta Parrot, itinerario detto via degli inglesi. Essi però non raggiunsero la vetta ma sbucarono nelle vicinanze del colle Sesia. 
Nel 1867 viene scalata la inviolata Punta Tre Amici di 3727 metri, da Giuseppe Farinetti, Antonio Grober e Giovanni Prato. Durante la discesa Giuseppe Farinetti cade in un crepaccio, ma viene tratto in salvo dai suoi compagni.  In seguito all'episodio il nome scelto per la punta fu: Punta Tre Amici.
Nel 1876 il senatore Costantino Perazzi prende parte alla prima ascensione della parete est della Punta Parrot. Il senatore è coinvolto in una caduta quasi mortale e viene salvato da Giovanni Guglielmina, che per questo gesto riceverà la medaglia d'oro al valor civile da Quintino Sella, l'allora ministro delle finanze del Regno d'Italia.

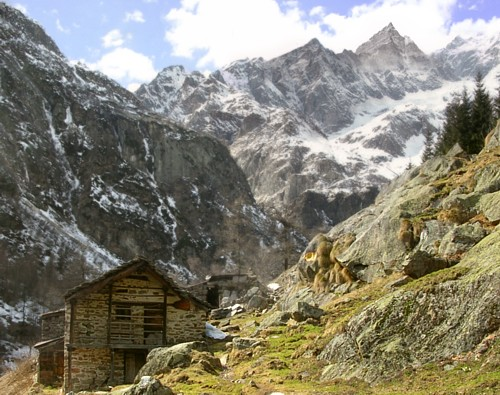
Punta Giordani

Nel 1896 e nel 1898 tre grandi imprese dei fratelli Gugliermina che su questo versante aprono alcune tra le loro vie più celebri; la prima, con Mattias Zubriggen e Lanti al colle Vincent per il versante est (D). Quindi, nel 1898 la salita nel cuore della parete valsesiana al colle che i fratelli vollero dedicare alla loro celebre guida (il colle Zubriggen m.4272, difficoltà D; salita molto pericolosa per il pericolo continuo di caduta sassi). Infine, il 16-17 agosto 1898, Giuseppe Battista Gugliermina, fratello minore di Giuseppe Francesco, sale assieme a Natale Schiavi e a Nicola Motta, il Colle Sesia, bivaccando prima in cima alle Rocce Sesia e rimontando poi le rocce dello sperone che fiancheggia il maestoso canale (D).
Il 18 luglio 1906 Giuseppe Gugliermina, Ettore Canzio e Giuseppe Lampugnani aprono una nuova via sul crestone sud-est della Punta Parrot, itinerario che viene chiamato la via degli italiani. Sempre nel 1906, il 31 agosto, Guglielmo Guglielminetti, Alessandro Orio, Fabio De Zinis e Giuseppe Chiara aprono la prima via sulla parete sud-est della Punta Gnifetti. Il 24 agosto 1926 Giuseppe Chiara con Luisa e Maria Antonietta Resegotti salgono per la prima volta la parete est della Punta Giordani. L'itinerario è complesso e attraversa più volte il canalone centrale della parete, sottoposto spesso alle scariche di pietre.
Il 14 luglio 1940 il tenente Renato Willien e i soldati Damiano Arnod e Pierino Brunodet aprono una seconda via sulla parete est della Punta Giordani,  detta via degli Alpini. L'itinerario è più diretto rispetto alla via Chiara-Resegotti ma è molto pericoloso per la continua caduta di pietre. Della via si conosce una sola ripetizione nel 1982, 42 anni dopo l'apertura, ad opera di Nadir Crestani and Alfio Rinaldo.
Sempre nel 1940 vengono aperte altre due nuove vie sulla parete sud della Punta Parrot, facente anch'essa parte della parete valsesiana del Monte Rosa. La prima viene salita il 14 agosto da Giulio della Giulia, Francesco Barchietto, Carlo Giossani e Giovanni Antonioli. La seconda, denominata via degli Alpini è aperta il 5 settembre dal tenente Arnaldo Adami e dai caporali Ferdinando Gaspard e Abele Passion.

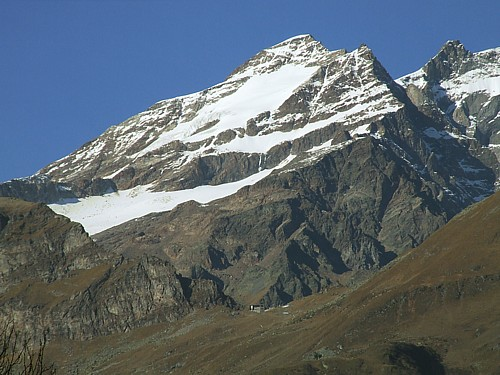
Piramide Vincent

### Nuove vie aperte nel dopoguerra
Il dopoguerra si apre con una salita all'inviolata parete sud-est del Corno di Ludovico opera di Ovidio Reiteri e Adolfo Vecchietti (24 luglio 1949). Anche in questo caso si tratta di una lunga ascensione di misto molto soggetta alle scariche di pietre. La seconda salita è anche la prima invernale e avviene solo il 14 febbraio 1982 per merito di Osvaldo Antonietti, Cesare Cametti e Carlo Reiteri.

### Tragedie alpinistiche
È di qualche anno più tardi la prima seria tragedia. Il 4 settembre 1955 due alpinisti del club alpino di Borgosesia, Mario Barbonaglia e Marco Turcotti, partiti alla volta del Colle Vincent per raggiungere il Balmenhorn dove si sta inaugurando la posa della statua del Cristo delle Vette, vengono trovati dalle squadre di soccorso privi di vita appesi alle corde nel vuoto del precipizio. Il cattivo tempo e la neve fino quasi al Rifugio Barba Ferrero trasforma la discesa dei soccorritori in un calvario.
Cinque anni più tardi un'altra tragedia questa volta lungo la cresta Signal. Due alpinisti austriaci Hans Giaiertaes e Heirold Mayer nonostante il cattivo tempo decidono di tentare la scalata della difficile cresta. Giaiertaes scivola ma il suo compagno di cordata riesce a trattenerlo. Tuttavia nella caduta picchia violentemente il costato contro la parete di roccia procurandosi la perforazione della pleura e un collasso del polmone. La lunga agonia di Giaiertaes dura dodici interminabili ore durante le quali trova la forza di dettare il suo testamento. Muore il mattino successivo. Mayer dopo aver composto la salma, sale la cresta Signal da solo e giungendo alla Capanna Margherita dice "amico kaputt!" e traccia lo schizzo dell luogo in cui l'aveva lasciato. Senza una plausibile spiegazione si aggrega subito dopo ad una cordata di connazionali e sale con loro la Punta Dufour.
Cinque anni dopo il grande Giorgio Bertone è vittima di una caduta dal Canale Sesia. Scivola per oltre 500 metri, si ferisce, ma senza conseguenze fatali. Viene soccorso e portato in salvo al Rifugio Barba Ferrero su una barella improvvisata.
Una tragedia si consuma invece il 29 aprile 1968 quando per estrarre il corpo di un alpinista morto precipitando in un crepaccio nei pressi della Piramide Vincent, la grande guida Felice Giordano perde la vita scivolando proprio nel crepaccio teatro delle operazioni.

### Parete del Corno Nero

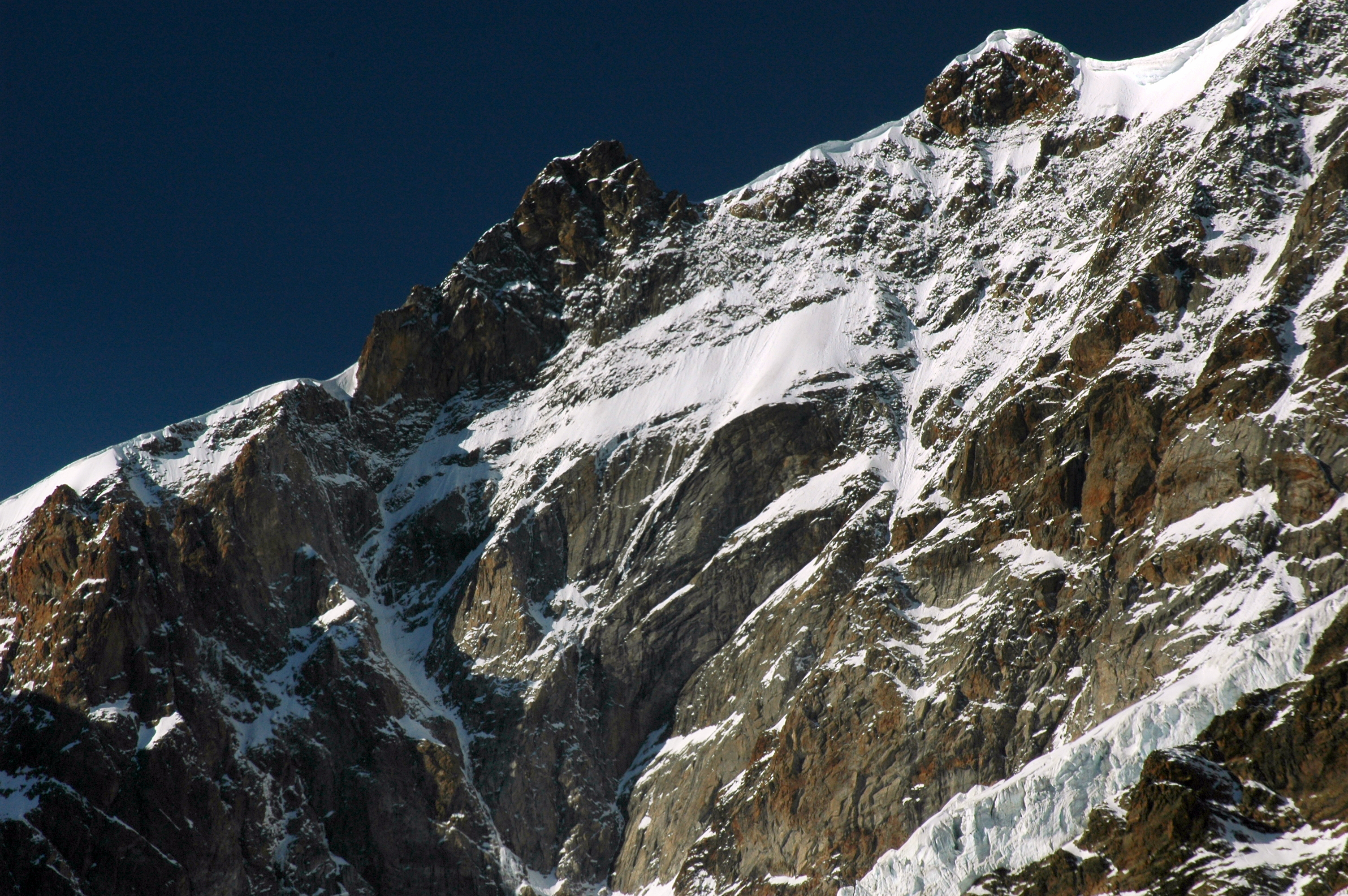
La sud-est del Corno Nero 4.322 m

Il 1969 è invece anno di grandi imprese. La cordata Peroni-Rava apre tra il 21 e il 22 ottobre una tra le vie più difficili del gruppo del Monte Rosa superando per la prima volta la grandiosa parete sud-est del Corno Nero. Si tratta di un'ascensione di grande respiro e di notevole interesse tecnico. Due mesi prima il 20 agosto 1969 Emilio De Tomasi ed Ermanno Orso avevano aperto un'altra via sulla stessa parete, anch'essa molto difficile (TD) con passaggi di VI ma molto più esposta alle scariche di pietre.
Gli anni settanta passano senza grandi novità. Bisogna aspettare l'inizio del decennio successivo per qualcosa di nuovo. Si arriva così al 4 ottobre 1980 quando Cesare Cametti con Francesco Enzio aprono la spettacolare ma pericolosissima via "direttamente per il seracco" al Colle Vincent (TD+) ripetuta in prima invernale da Silvio Mondinelli, Fabio Loss e Paolo Della Valentina il 29 dicembre 1988. Si tratta di un itinerario impressionante e ardito che vince direttamente l'enorme seracco a difesa del colle. Presenta passaggi che variano tra i 70° e gli 85° di pendenza con alcuni muri verticali. L'itinerario è però costantemente sotto il tiro dei blocchi di ghiaccio che si staccano con grande facilità dal soprastante colle.
L'anno dopo è invece teatro di una tragedia che sconvolge molto da vicino la comunità di Alagna. La mattina del 3 gennaio tre alpinisti varesini, Ghione, Buremi e Gernetti, decidono di tentare la salita invernale della "Via degli Italiani" alla Punta Parrot nonostante le condizioni meteorologiche instabili. Al 5 gennaio di loro non si ha ancora traccia. Le squadre di soccorso iniziano le ricerche con gli elicotteri, ma il cattivo tempo non permette ricognizioni accurate; vengono registrate raffiche di vento di circa 100 km orari e temperature che già a 3600 m segnano -30. Finalmente, il 9 gennaio, i loro corpi vengono avvistati. Sono a 4000 metri sul ghiacciaio del Grenz, in Svizzera, slegati. Uno seduto, gli altri distesi con le giacche a vento aperte e tutt'intorno disseminati nella neve ramponi, zaini, piccozze. Dall'elicottero la scena appare raccapricciante. Gernetti (quello seduto) fu l'unico che con spirito di sopravvivenza, si protesse attraverso la costruzione di un igloo improvvisato. Purtroppo, il ritardo dei soccorsi favorì il suo decesso.

### Gli anni recenti, le guide di Alagna Valsesia

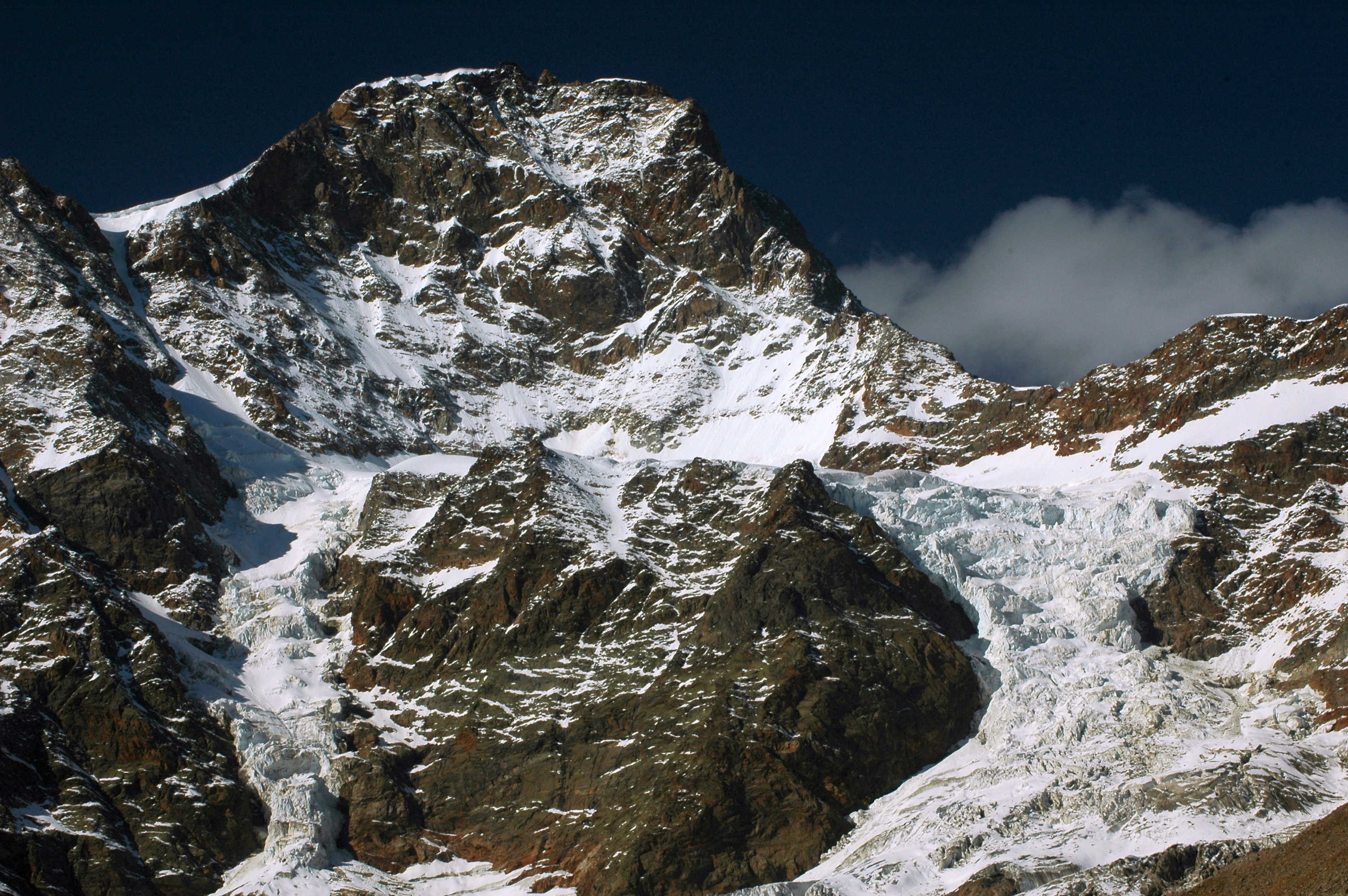
La parete sud-est della Punta Gnifetti 4.559 m con la Cresta Signal a destra e sotto la seraccata del ghiacciaio delle Vigne

Il 1982 riporta invece alle grandi imprese. È infatti il momento delle guide di Alagna Valsesia Osvaldo Antonietti e Francesco Enzio. Sul pilastro Vincent (m.4050) aprono una tra le vie più belle su roccia dell'intero gruppo del Rosa la "Enzio-Antonietti": itinerario elegante, vario, su roccia solida e al riparo da pericoli oggettivi (TD con difficoltà di V e di VI-).
Poco distante, il 13 luglio 1983, Gian Carlo Grassi e Isidoro Meneghin, aprono la via per lo spigolo sud-est che di fatto segue la via Enzio-Antonietti fino a quasi la grande cengia a metà parete per poi proseguire a sinistra sull'ardito spigolo sud-est (TD-).
Sempre sul pilastro Vincent e sempre da parte delle Guide di Alagna Valsesia, il 22 agosto 1985, Silvio Mondinelli e Fabio Loss partendo dalla Via Enzio-Antonietti elaborano una notevole variante chiamandola "Per Biglia". Anche qui le difficoltà si aggirano tra il V+ e il VI- (TD).
Nello stesso anno, Dino Deiana e Martino Moretti, l'8 settembre, aprono una nuova via sulla sud della Punta Parrot m.4436, (via del pilastro di sinistra), lungo il marcato pilastro rossastro, su roccia in alcuni tratti ottima. La via presenta passaggi di IV e V fino al V+ (TD-). 

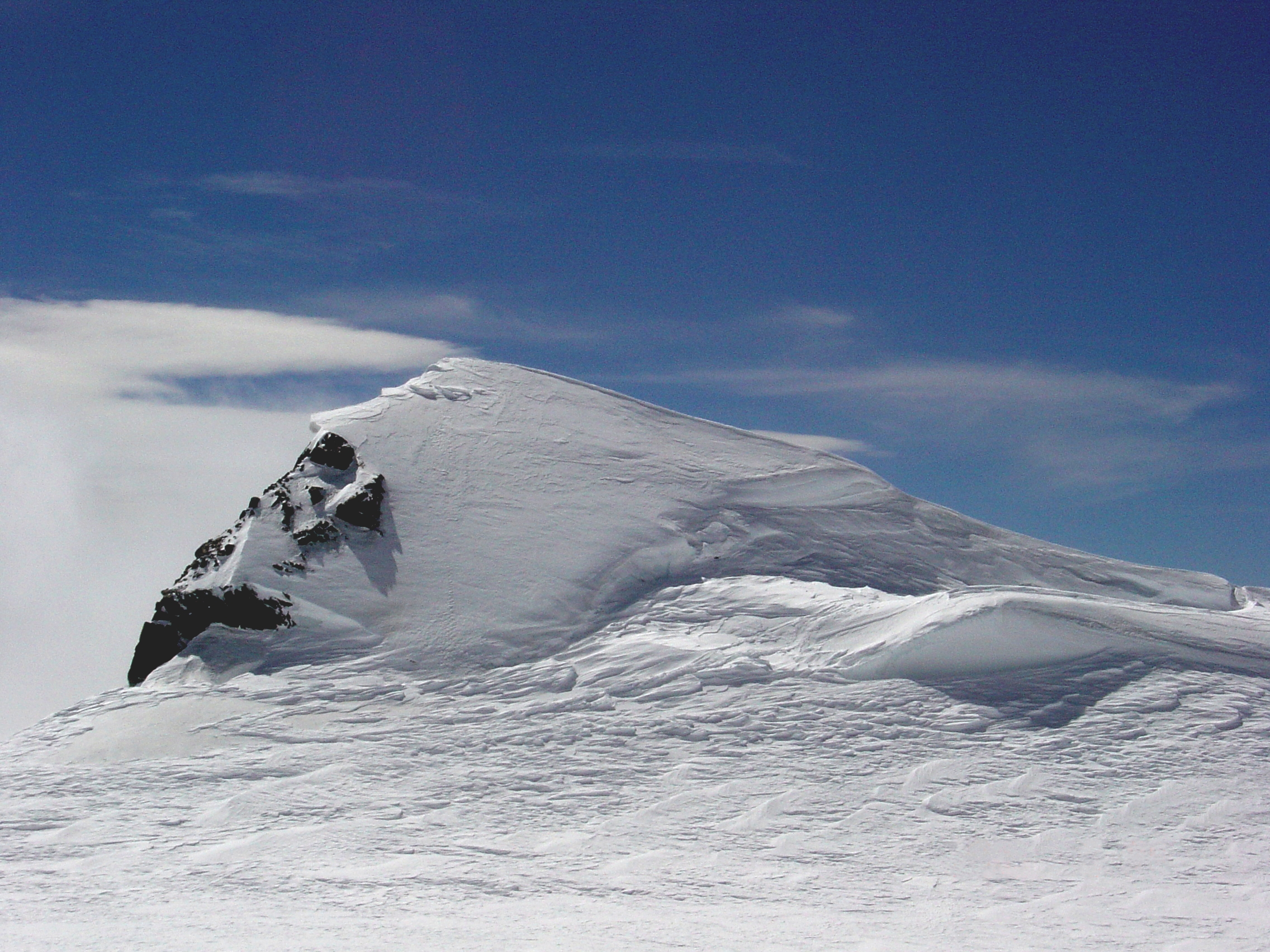
il Corno di Ludovico

Pochi anni più tardi è ancora Silvio Mondinelli ad aprire uno tra gli itinerari più difficili del gruppo, la via "Africa Nostra" con Paolo Della Valentina e Fabio Loss (9 settembre 1987). Si tratta di un itinerario superbo, diretto e molto difficile (TD+) sulla parte di parete della Punta Gnifetti più compatta e ripida. Le difficoltà sono per lo più concentrate nella zona superiore che cade in maniera pressoché verticale alternando quasi sempre passaggi di V e di VI. Anche per questa, come per la maggior parte delle vie di questo versante, esiste soprattutto all'attacco il pericolo di caduta sassi.
Nell'agosto del 1995 un nuovo exploit. Le guide di Alagna Valsesia, Alberto Zucchetti e Sandro Borini aprono, nell'agosto del 1995, un nuovo itinerario sulla parete sud della Punta Parrot ("via Zucchetti-Borini"), a destra rispetto alla Via degli Alpini e a sinistra rispetto alla via del pilastro di sinistra di Deiana-Moretti. Il tracciato sale per placche e cenge, dapprima con difficoltà di IV poi con passaggi di V fino al V+ per uscire a un canale di neve inclinato a 40° che porta alla vetta. 700m di dislivello e difficoltà di TD-.
Nel luglio del 1997, sempre la medesima cordata, apre un nuovo itinerario nella zona forse più selvaggia della parete valsesiana del Monte Rosa, quella compresa tra il Pilastro Vincent m.4050 e il Corno Nero m.4322.
La via, denominata "Karma", è un itinerario di ampio respiro, in ambiente molto severo. Attacca superando una cengia (IV+) con scarse possibilità di protezione, risale quindi una goulotte di ghiaccio molto stretta, con inclinazione tra i 70° e gli 80° e supera nella parte alta passaggi su roccia dal V al VI. (TD+).

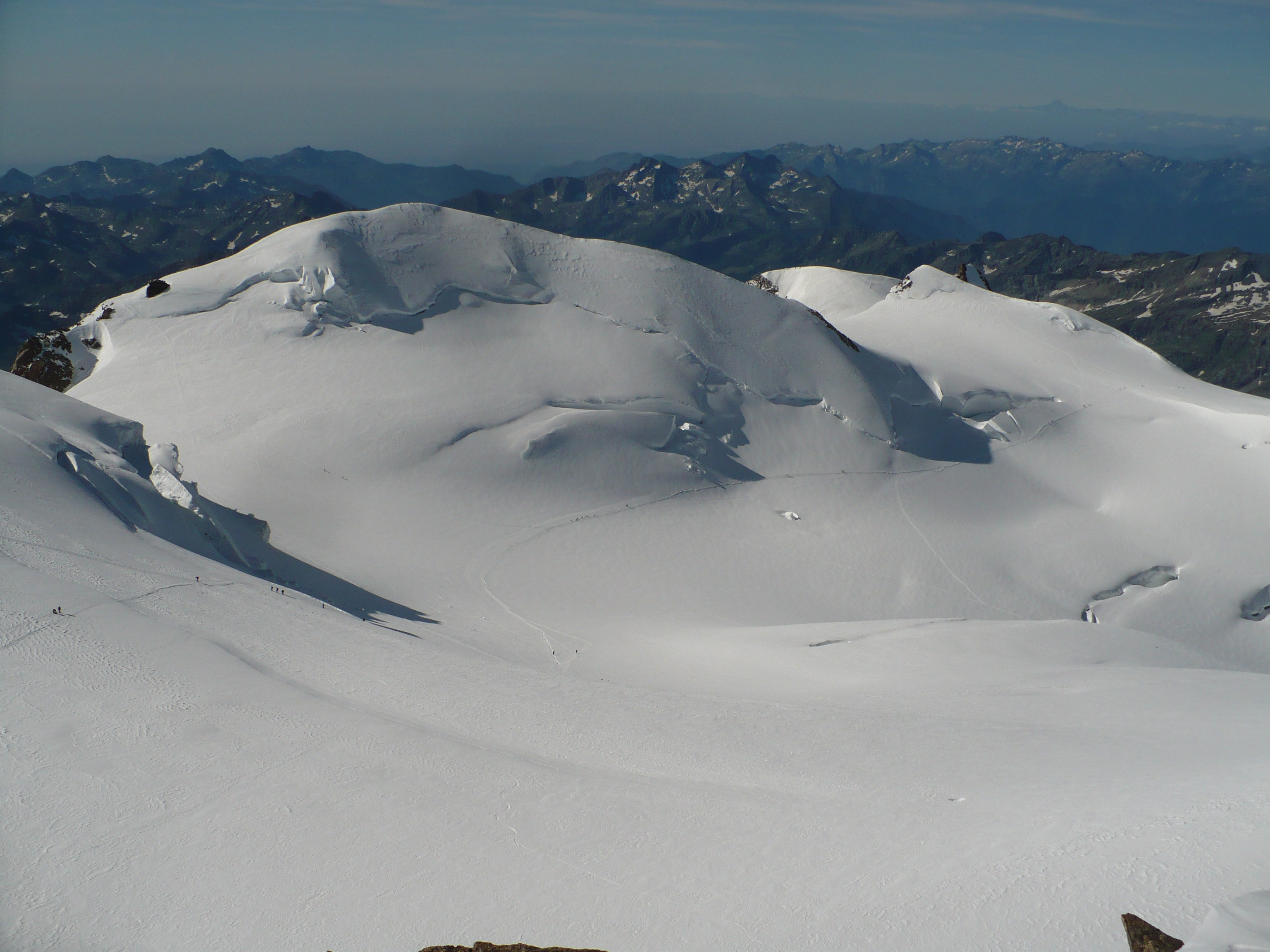
Punta Parrot

L'anno successivo è il momento per un'altra grande impresa, sempre ad opera delle guide di Alagna Valsesia; Paolo Paglino, Michele Cucchi e Armin Fisher compiono nel 1998, la prima invernale di "Africa Nostra".
L'ultimo exploit in ordine cronologico è la nuova via aperta da Hervé Barmasse assieme al padre Marco il 29 e il 30 settembre 2011 sulla parete sud-est della Punta Gnifetti e denominata "Viaggio nel tempo". La via si snoda per circa 800m a sinistra di Africa Nostra, su terreno misto, molto delicato a causa della grande friabilità della roccia, con passaggi fino al VI grado oltre i 4000m. La cordata ha raggiunto la base della parete trapezoidale calandosi dal colle Sesia, inaugurando così un itinerario di approccio con meno dislivello rispetto alla tradizionale partenza da Alagna Valsesia (via Capanna Resegotti) ma con maggiori difficoltà tecniche. Nel complesso la via è valutata ED ed è attualmente l'itinerario più difficile aperto su questo versante del Rosa.

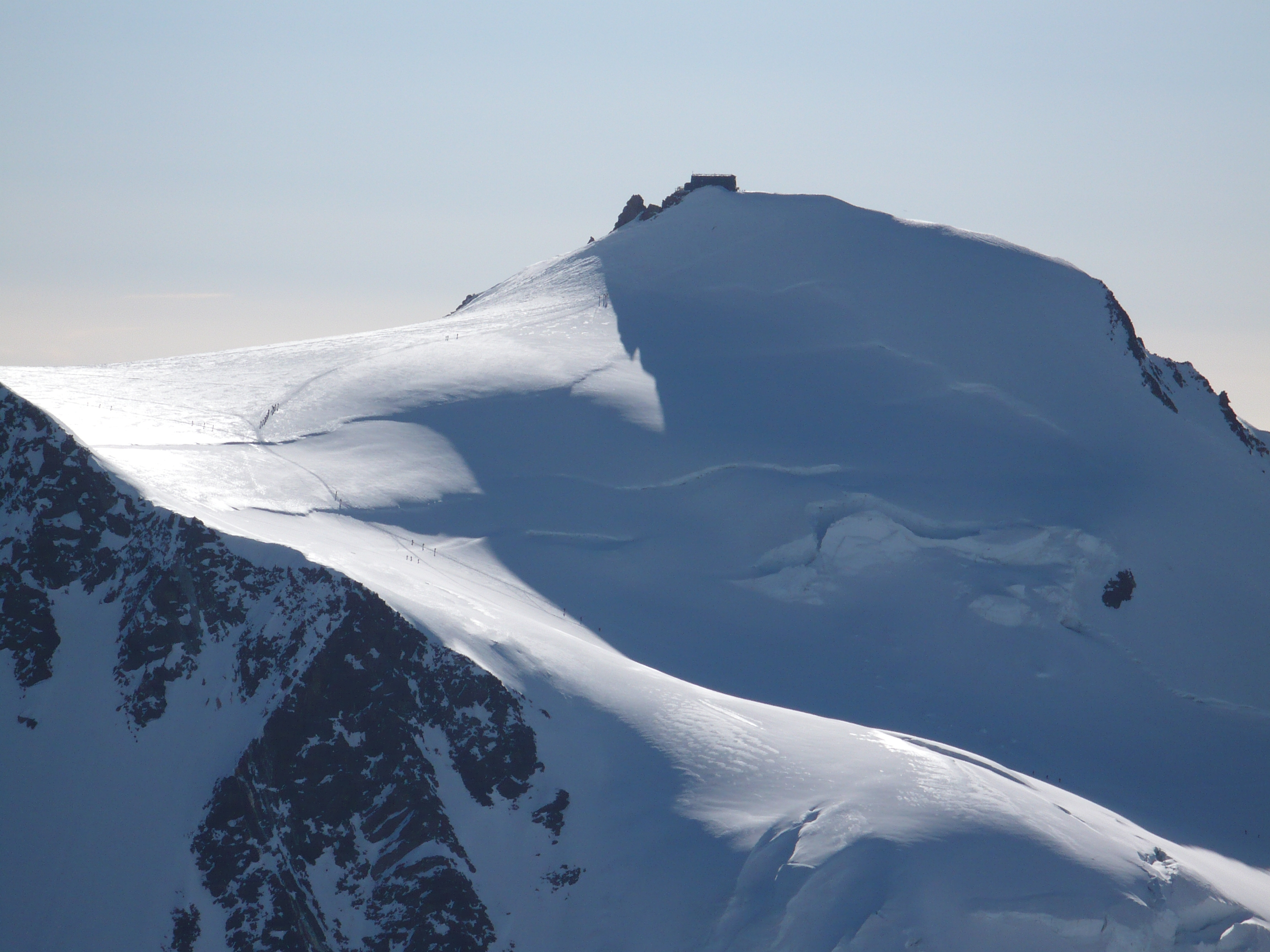
Punta Gnifetti

Attualmente questa parete, complice anche il riscaldamento del clima, è di fatto ancora meno percorsa e conosciuta che in passato. A confronto con le affollatissime vie sul Monte Bianco o sulle Dolomiti, di sicuro molto più remunerative per sicurezza e livello tecnico, gli itinerari della parete valsesiana del Monte Rosa sembrano un mondo pressoché sconosciuto, regno di silenzi e solitudini. 
Ad oggi per esempio, vie come la Peroni-Rava o la De Tomasi-Orso al Corno Nero, aperte negli anni '60, non solo contano pochissime ripetizioni (la De Tomasi-Orso probabilmente non è mai stata ripetuta) ma attendono ancora le loro prime salite invernali. Anche la via degli Alpini alla Punta Parrot vide la prima salita nel 1940 ma la prima ripetizione solo 40 anni dopo, nel 1980. 
Nei fatti sono vie e ambienti che rappresentano l'esatto contrario di ciò che oggi gli alpinisti moderni cercano nelle Alpi: tecnica, facilità di arrivo, sicurezza. Si tratta di itinerari duri, difficili, dai dislivelli imponenti e in ambienti severi. Ma proprio per questo sono realtà ancora teatro per grandi imprese, dove l'attacco è lontano, dove la via è lunga, dove il pericolo è imminente, dove conta insomma conoscere più la montagna che la tecnica fine a sé stessa.